# Leptothorax arimensis
Leptothorax arimensis är en myrart som beskrevs av Azuma 1977. Leptothorax arimensis ingår i släktet smalmyror, och familjen myror. Inga underarter finns listade i Catalogue of Life.